# Baía de Luanda

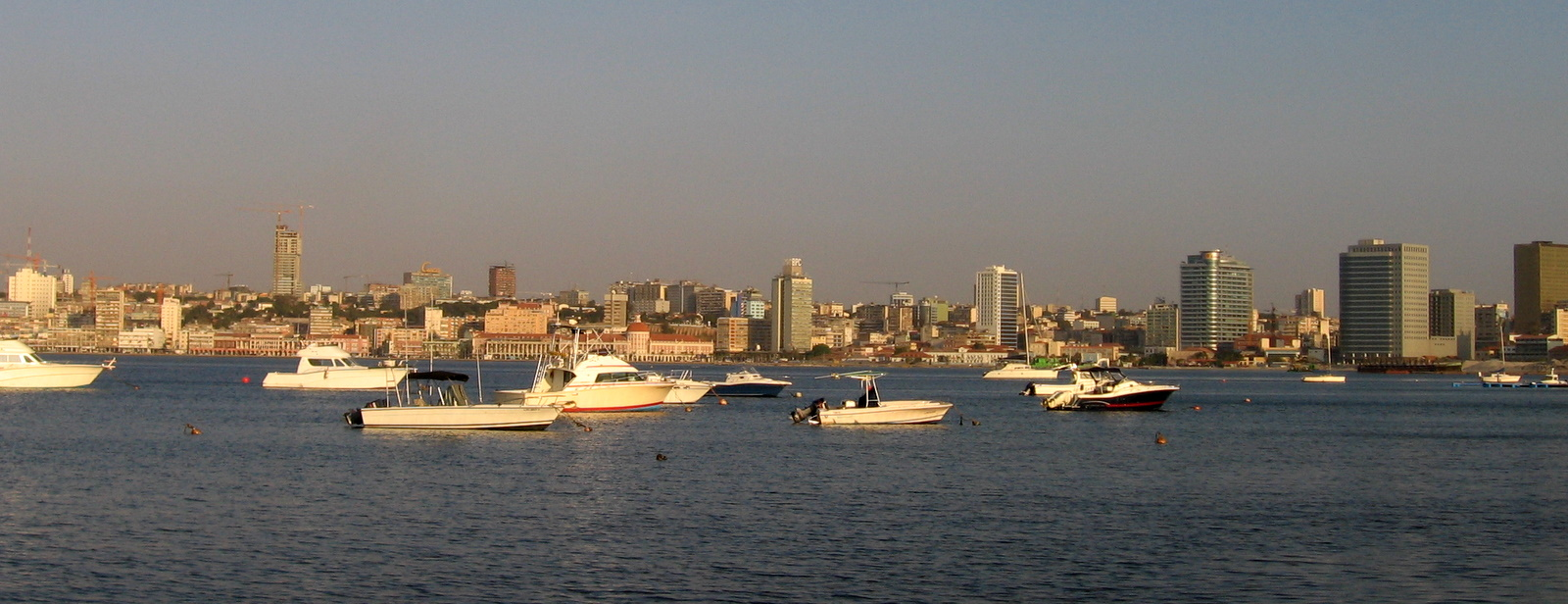
Vista de Luanda desde a baía, em 2008.

A Baía de Luanda é um acidente geográfico do tipo baía, localizado em frente à cidade de Luanda, capital de Angola.
Em frente à baía localizam-se vários monumentos de grande valor histórico, como o edifício do Banco de Angola e a Igreja de Nossa Senhora da Nazaré.
A baía compreende toda massa d'água entre a ponta das Lagostas (norte) e a ponta da Ilha de Luanda (sudoeste).

## Histórico
A baía, cujas águas são protegidas pela Ilha de Luanda, foi o lugar de fundação da cidade por Paulo Dias de Novais em 1575/1576. Junto à baía foi erguida em tempos coloniais a Cidade Baixa, onde se instalou a maior parte da população, enquanto que a Cidade Alta era administrativa e militar.
A baía de Luanda era uma imensa baía que se estendida logo após a enseada do Cacuaco até a zona da Corimba, nas proximidades do rio Vala da Samba, separada do oceano Atlântico por outro imenso acidente geográfico, a ilha de Luanda. Essa configuração geográfica durou até a primeira metade do século XX, quando o canal natural que formava a grande baía de Luanda foi terraplanado para a construção de uma passagem da avenida 4 de Fevereiro. Assim, a avenida separou a porção norte da porção sul da baía de Luanda, formando um novo acidente geográfico, que recebeu o nome de baía da Samba, mas com características de estuário. A porção sul da ilha de Luanda virou a ponta da Chicala, uma nova península.

## Projeto de requalificação
A Avenida 4 de Fevereiro, ou Avenida Marginal, segue o contorno da baía e foi alvo de uma requalificação, inaugurada em 2012. Este projecto levado a cabo pelo atelier de arquitectura Costa Lopes (com o atelier de arquitectura paisagista Landplan),
conta com cerca de 3 500 m de extensão e 510 000 m² de espaço de intervenção em novos aterros, o antigo passeio marítimo é agora um grande parque urbano. Além de novas infraestruturas, compreende estrutura verde com arborização, percursos pedonais e ciclovias, e um conjunto de espaços que estabelecem ligação com o sistema espacial público da cidade. 